# Semnopithecus hector
O langur-cinzento-de-tarai (Semnopithecus hector) é uma das 7 espécies de Semnopithecus. É encontrado no Nepal, Índia e Butão.

## Estado de conservação
Esta espécie está listada como quase ameçada porque não há mais de 10.000 indivíduos maduros e está experênciando um declíneo contínuo. Se continuar assim por alguns anos ficará com o estatuto de "em perigo".